# Ilya Yashin
Ilya Valeryevich Yashin (em russo:  Илья́ Вале́рьевич Я́шин, nascido em 29 de junho de 1983) é um político da oposição russa que liderou o partido PARNAS de 2012 a 2016 e agora dirige sua filial em Moscou. Atualmente, ele ocupa um cargo local no distrito municipal de Krasnoselsky, em Moscou, do qual foi o principal funcionário de 2017 a 2021. 
Yashin co-fundou o movimento cívico juvenil Oborona em 2005 e mais tarde o movimento político Solidarnost em 2008, do qual ainda é um dos líderes. Ele foi um participante ativo nas marchas dos dissidentes e nos protestos russos de 2011–13. Em 2012 foi eleito para o Conselho de Coordenação da Oposição Russa . Em meio a um aumento na repressão do governo à oposição após a invasão russa da Ucrânia em 2022, alguns consideraram que Yashin teve a maior plataforma de qualquer político da oposição que não havia deixado o país, sido preso ou morto.     No entanto, em junho de 2022, ele foi preso e posteriormente acusado pelas novas leis de censura de guerra de divulgar notícias falsas sobre as Forças Armadas. Em dezembro de 2022, ele foi condenado a oito anos e meio de prisão. 

## Carreira política
Ele serviu como líder da ala jovem do partido Yabloko desde 2001 até 2008, organizando protestos em massa e falando à mídia sobre suas causas. No entanto, quando ele se tornou um membro ativo do Solidarnost em 2008, Yabloko o expulsou por "causar danos políticos".  
Yashin é conhecido por fazer discursos apaixonados em comícios da oposição. Ele é um participante ativo na campanha Strategy-31 pela liberdade de reunião. Em 2005, ele se manifestou contra o movimento Nashi, que apoia o presidente Vladimir Putin. 

## Deputado municipal de Moscou

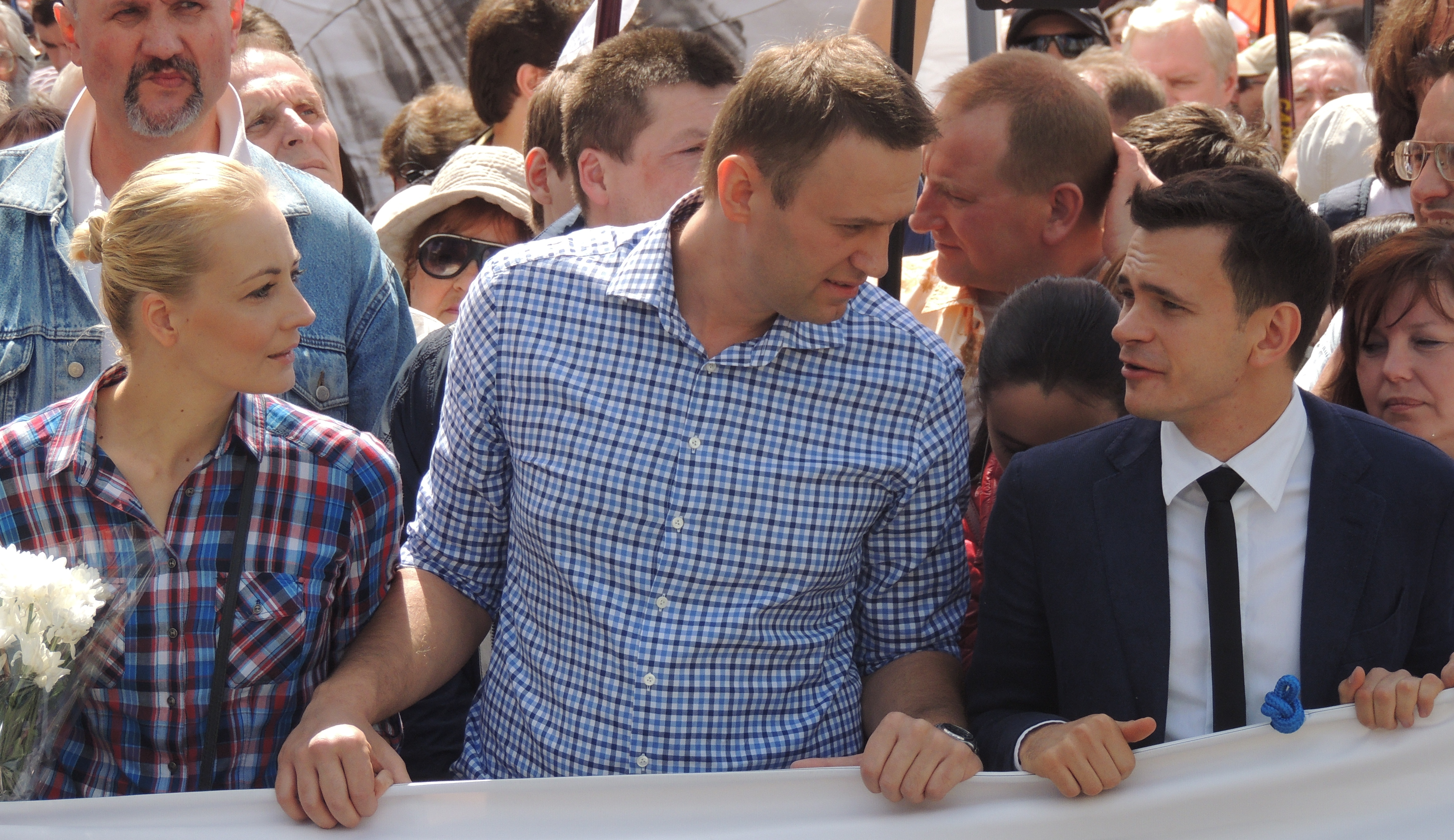
Alexei Navalny, sua esposa Yulia e Ilya Yashin no comício da oposição em Moscou em 12 de junho de 2013

Em 10 de setembro de 2017, Yashin foi eleito deputado municipal do distrito de Krasnoselsky em Moscou.  A equipe Solidarnost conquistou 7 das 10 vagas neste distrito (o Rússia Unida conquistou as outras 3). Em 25 de setembro de 2017 assumiu o cargo. Em 7 de outubro de 2017, Ilya Yashin foi eleito presidente do conselho de deputados do distrito municipal de Krasnoselsky, em Moscou.
Em 11 de abril de 2018, Yashin anunciou sua intenção de concorrer às eleições para o cargo de prefeito de Moscou e derrotar o titular Sergey Sobyanin. 

## Prisão em 2022
No final da noite de 27 de junho de 2022, Ilya Yashin foi preso em Moscou pela polícia. Em 28 de junho, Yashin foi condenado a 15 dias de detenção por desobedecer a um policial. Yashin alegou que a acusação tinha motivação política e pretendia suprimir sua postura política em relação à guerra na Ucrânia. 